# Carex sheldonii
Carex sheldonii är en halvgräsart som beskrevs av Kenneth Kent Mackenzie. Carex sheldonii ingår i släktet starrar, och familjen halvgräs. Inga underarter finns listade i Catalogue of Life.